# Eremo di Santa Lucia (Rosia)
L'eremo di Santa Lucia è un edificio sacro che si trova nei pressi di Rosia, frazione del comune di Sovicille: l'eremo è comunque situato nel territorio del comune di Chiusdino.
È situato poco oltre il ponte della Pia, sulla strada che da Rosia conduce al castello di Montarrenti sulla strada statale 73 Senese Aretina.

## Storia e descrizione
Le sue origini sono antecedenti al 1200 e si devono, probabilmente, all'eremita Bonacorso che viveva da queste parti. All'eremita, in seguito, si aggiunsero diversi seguaci che resero necessaria la costruzione di ambienti da adibire ad alloggi.
Negli anni successivi, nel 1216 e 1239, le diocesi di Siena e di Volterra ufficializzarono la comunità che vi era costituita concedendo indulgenze a tutti coloro che facevano offerte alla comunità stessa. La chiesa, che fu dedicata a santa Lucia, dovrebbe risalire al 1252 e la sua consacrazione al 1267.
Nell'eremo si sarebbe verificato anche un miracolo, la trasformazione dell'acqua in vino ad opera del priore Clemente da Osimo con un semplice segno della croce.
L'eremo è stato soppresso dall'arcidiocesi di Siena nel 1575, anche se ha continuato ad essere abitato da alcuni frati.
Dell'eremo agostiniano restano l'ala ove era ubicata la sala capitolare, aperta da una serie di arcate a sesto acuto, e i ruderi della cappella che concludeva la chiesa a unica navata. Il coro, a pianta quadrilatera, presenta ancora i peducci sui quali si impostava la volta a crociera.